# 도미니카 공화국의 국장

도미니카 공화국의 국장

도미니카 공화국의 국장은 도미니카 공화국을 상징하는 문장으로 1844년 11월 6일에 제정되었다.
국장 가운데에 그려져 있는 방패 안에는 펼쳐져 있는 성경(요한 복음서 8장 32절, 진리가 너희를 자유롭게 하리라)과 금색 십자가, 엇갈린 채로 놓여 있는 2개의 창과 엇갈린 채로 게양되어 있는 4개의 도미니카 공화국의 국기가 하나의 리본으로 묶인 채로 장식되어 있으며 방패의 왼쪽에는 월계수 가지가, 오른쪽에는 야자나무 잎이 장식되어 있는 형태를 하고 있다.
방패 위쪽에 있는 파란색 리본에는 도미니카 공화국의 나라 표어인 "하느님, 조국, 자유"("Dios, Patria, Libertad")가 스페인어로 쓰여져 있으며 방패 아래쪽에 있는 빨간색 리본에는 "도미니카 공화국"("República Dominicana")이 스페인어로 쓰여져 있다.